# همزاد

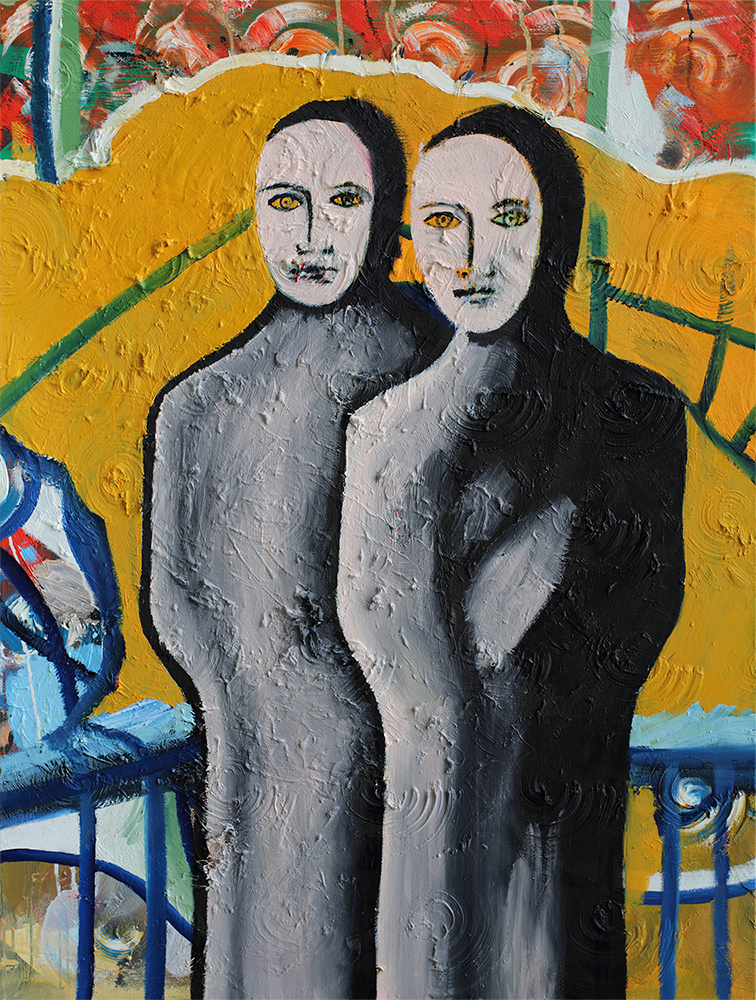
نقاشی خیابانی «همزاد شمارهٔ ۱» در برلین، اثر سباستین بینیک نقاش خیابانی آلمانی در سال ۲۰۱۸

هَمزاد نامی است که به یک موجود واقعی یا تخیلی و مشابه از نظر ظاهری با یک انسان دیگر اطلاق می‌شود. باور به همزاد از دیرباز در میان ملل مختلف جهان مطرح بوده و دربارهٔ آن افسانه‌های گوناگونی بیان شده است. در گذشته، این اعتقاد وجود داشته است که همراه با تولد هر انسانی، موجودی کاملاً شبیه به او از جنس جن خلق می‌شود و همگام با او رشد می‌کند و ممکن است گاهی با یکدیگر ملاقات هم داشته باشند.
در داستان‌ها و اسطوره‌شناسی، یک همزاد اغلب به عنوان یک پدیدهٔ شبح‌گونه یا فراطبیعی به تصویر کشیده شده و معمولاً به عنوان نشانهٔ نحسی تلقی می‌شود. برخی سنت‌ها و داستان‌های دیگر همزاد را به صورت یک دوقلوی جنی توصیف می‌کنند.

## واژه‌شناسی
هَمزاد یا هَم‌زاد واژه‌ای پارسی و مرکب از هم+زاد است و به معنی «هم سن و سال»، «توأم» و «دوقلو» می‌باشد. هم پیشوندی است که چون در ابتدای واژه می‌آید، مفهوم همانندی، همکاری و انبازی را می‌رساند؛ مانند همسایه، هم‌نشین، همراه و غیره. مطابق فرهنگ عمید، همزاد صفتی است که به «دو بچه که در یک آن متولد شده باشند» اطلاق می‌شود. به نوشتهٔ دهخدا، این واژه گاهی می‌تواند به معنای «دوست»، «رفیق» و «کودکی که با کودک دیگر از یک مادر بزاید» هم باشد. در خارج از معانی اصلی، واژهٔ همزاد برای توصیف نوعی از جن نیز به‌کار می‌رود: «مشهور است که چون فرزندی متولد شد، جنی هم با او به وجود می‌آید و با آن شخص همراه می‌باشد. آن جن را نیز همزاد می‌گویند.» کاربرد در شعر:
| که پیوند شاه است و همزاد اوی |  | سواری است جنگاور و نامجوی |
| — فردوسی                     |  |                           |

| به حکم آنکه گلگون سبک‌خیز |  | بدو بخشم ز همزادان شبدیز |
| — نظامی                  |  |                          |

| بار دل به ز صبر ننهادند |  | ظفر و صبر هر دو همزادند |
| — سنایی                 |  |                         |

| ملک همزاد تو آمد پس بناز |  | در تن این نازنین همزاد باش |
| — مسعود سعد سلمان        |  |                            |

| مرا رامین نه خویش است و نه پیوند |  | نه هم‌گوهر نه همزاد و نه فرزند |
| — فخرالدین اسعد                  |  |                               |

## تعریف

### در باورهای اسلامی
در باورهای اسلامی اعتقاد به همزادهای جنی مشاهده می‌شود. این عقیده وجود دارد که هنگامی که یک انسان به دنیا می‌آید، یک نفر از خانوادهٔ جن هم به دنیا می‌آید یا جنی به نام همزاد در کنار او قرار می‌گیرد که با جن‌های دیگر خیلی فرق دارد. علت نام او به دلیل تولد هم‌زمان یا شباهت بی‌بدیل با انسان متقابل می‌باشد. همزادها اجناس و انواع مختلفی دارند؛ ممکن است خوب، بد و یا حتی خنثی باشند. این نوع جن در عین قابل رؤیت نبودن، همیشه در کنار انسان‌ها زندگی می‌کند و در حالت عادی کاری به کار افراد ندارد. در جوامع اسلامی همزادها با جن‌ها مرتبط دانسته می‌شوند. این جن‌های همزاد که با نام «قرین» یا «قرینه» شناخته می‌شوند، موضوع بحث‌های داغی در قرون وسطی بودند. تصور می‌شد که هر قرین هم‌زمان با جفت انسانی خود باردار می‌شود یا وقتی کودکی متولد می‌شود، یک قرین وارد قلب او می‌شود. قرین معمولاً موجودی شیطانی و موذی است که درون جفت انسانی‌اش نجوا می‌کند تا او را وادار به پیروی از خواسته‌های پلیدش کند. برخی از عرفای صوفی، قرین را شیطانی می‌دانستند که در خون و قلب انسان‌ها سکنی می‌گزیند.

## از دیدگاه روان‌شناسی
پدیدهٔ مشاهده «همزاد» از دیرباز توجه روانشناسان و پژوهشگران ازجمله زیگموند فروید، اتو رانک و غیره را که سعی داشته‌اند پاسخی علمی برای آن ارائه دهند، به خود جلب کرده است. برای نمونه، اتو رانک روانکاو برجستهٔ اتریشی، در کتابش همزاد: یک مطالعه روانکاوانه به این موضوع می‌پردازد. در این کتاب، مفهوم همزاد به‌طور مفصل در پنج فصل برای خواننده تشریح و ریشه‌یابی می‌شود. رانک در نهایت «پیوند همزاد و خودشیفتگی و چگونگی جایگزین شدن عشق به خود برای فرار از مفهوم مرگی که همزاد به دوش می‌کشد» را توضیح می‌دهد.
رالف تایمز رمانتیک‌نویس آلمانی، در کتابش همزادها در روان‌شناسی ادبی که پدیدهٔ همزاد را در اثری با دیدگاهی ادبی و تاریخی بررسی می‌کند، در مورد کتاب رانک می‌نویسد: «[او] اساس توضیحاتش از همزاد را بر تئوری خودشیفتگیِ فرویدیَن‌ها بنا می‌گذارد که بر اساس آن دیدگاه، همزاد نمادی است از عناصر خوددوستیِ ناسالم که مانع از شکل‌گیری شخصیتی شاد و متعادل می‌شود.» شیوهٔ پرداختن رانک و پس از او تایمز به مسئلهٔ همزاد، به پیشرفت مطالعات تطبیقی در شعر، تئاتر و داستان که در طول قرن بیستم به پختگی رسید، کمک‌های شایانی کرد. تأثیر این کتاب بر «همزادشناسی» تا جایی بود که حتی صادق هدایت نویسندهٔ مشهور ایرانی، خواندن آن را برای درک بهتر بوف کور خود توصیه کرده است.
پدیدهٔ همزاد با تمام نمودهای ادبی و روانشناختی‌اش، هنوز هم از موضوعات تازه علوم روان‌شناختی محسوب می‌شود که جا دارد بر اساس آن مطالعات و بررسی‌های بسیاری با شیوه‌های روز انجام گیرد.

## از دیدگاه علمی

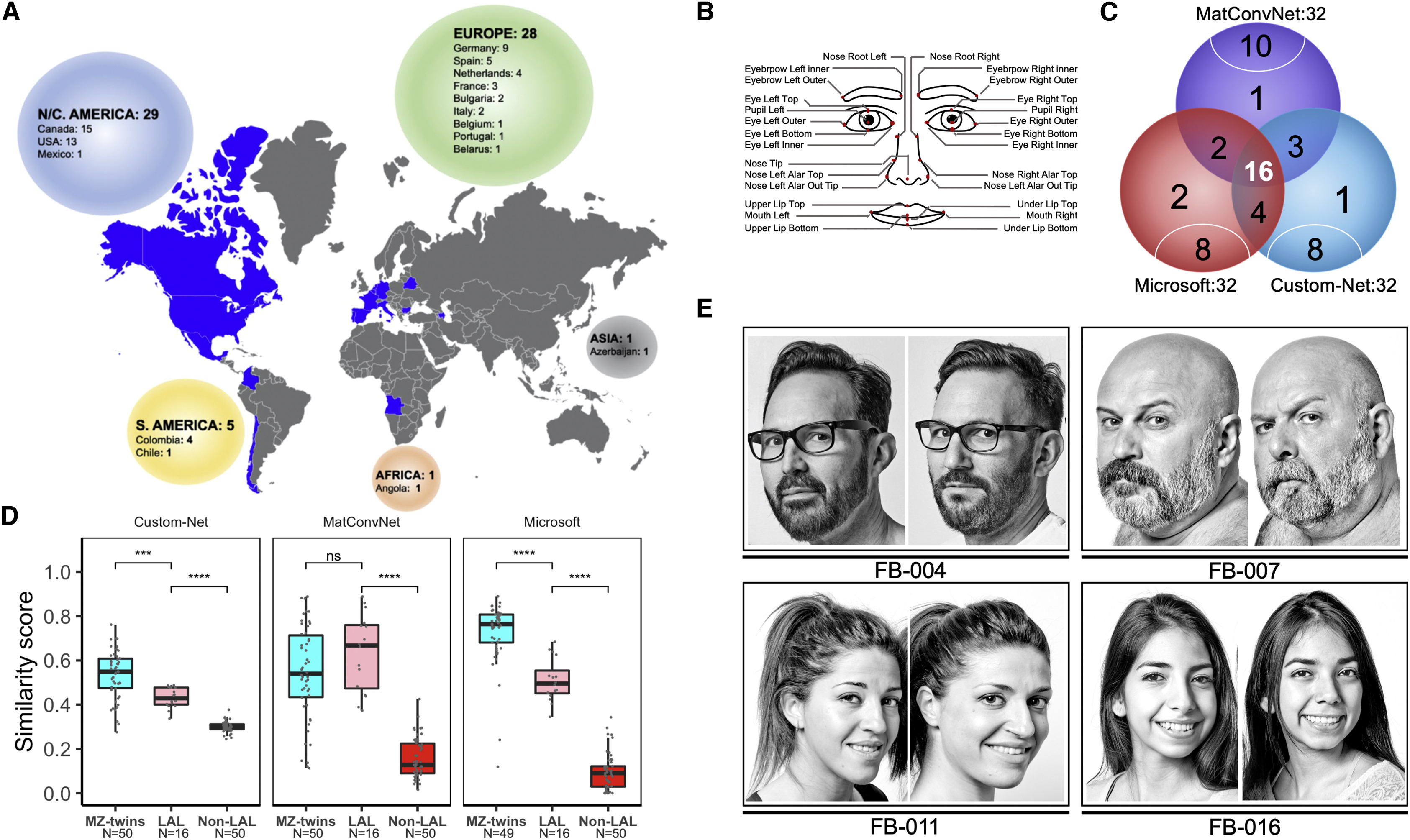
وجود همزادی ظاهری از نظر علمی اثبات شده است. تصویر بالا آماری از ۱۶ جفت هم‌شکل در جهان را نشان می‌دهد.

تحقیقات علمی نشان داده است که افرادی که واقعاً شبیه به هم هستند نسبت به افرادی که شبیه یکدیگر نیستند، ژن‌های متشابه بیشتری دارند. این افراد ژن‌های مشترکی دارند که نه تنها روی صورت، بلکه بر برخی فنوتیپ‌های فیزیک و رفتار آنها تأثیر می‌گذارند و همچنین نشان می‌دهد که تفاوت‌های آنها در اپی‌ژنوم و میکروبیوم تنها به میزان متوسطی به تنوع ظاهری در انسان منجر می‌شود.
یک مطالعهٔ جدید نشان می‌دهد که این فقط ظاهر نیست که بین همزادها مشترک است؛ بلکه نوع رفتار نیز در آنها مشترک است. محققان دانشگاه بارسلونا ۳۲ جفت غریبهٔ غیرخویشاوند را که به قدری شبیه به یکدیگر بودند که فناوری تشخیص چهره آنها را معادل دوقلوهای همسان تشخیص می‌داد، مورد مطالعه قرار دادند. مانل استلر، متخصص ژنتیک در آن دانشگاه می‌گوید: «دهه‌هاست که وجود افرادی که بدون داشتن هیچ‌گونه پیوند خانوادگی شبیه یکدیگر هستند، واقعیتی ثابت‌شده اما بدون هیچ توجیه علمی، توصیف شده است. استفادهٔ گسترده از اینترنت و شبکه‌های اجتماعی برای به اشتراک‌گذاری تصاویر به این معناست که اکنون می‌توانیم چنین افرادی را بهتر شناسایی و مطالعه کنیم.» پس از بررسی آزمایش‌های دی‌ان‌ای و سبک زندگی افراد، مشخص شد که در ۱۶ جفتی که بسیار شبیه به هم بودند، فقط ظاهر آنها نبود که تقریباً یکسان بود؛ بلکه آنها عادات مشابهی هم داشتند و سطح تحصیلات و تجزیه‌وتحلیل دی‌ان‌ای آنها ژن‌های مشترک بیشتری را در مقایسه با ۱۶ جفت دیگر که کمتر مشابه به نظر می‌رسیدند نشان داد. استلر با توضیح اینکه او معتقد است که این ژن‌ها هستند که ظاهر یک فرد را تعیین می‌کنند نه عوامل دیگری مانند محیط یا تجربیات زندگی، گفت: «این افراد واقعاً شبیه به هم هستند زیرا بخش‌های مهمی از ژنوم یا توالی دی‌ان‌ای آنها مشترک است ... جهان سرشار از آدم‌های فراوانی است که این سیستم در آنها خود را تکرار می‌کند.»
هوتوسکوپی اصطلاحی است که در رشتهٔ روان‌پزشکی و مغز و اعصاب برای توهم «دیدن جسم خود از راه دور» به کار می‌رود. این اختلال می‌تواند به عنوان یکی از علامت‌های اسکیزوفرنی و صرع رخ دهد و توضیحی رایج برای توجیه پدیده‌های مشاهدهٔ همزاد در نظر گرفته می‌شود.

## نگارخانه

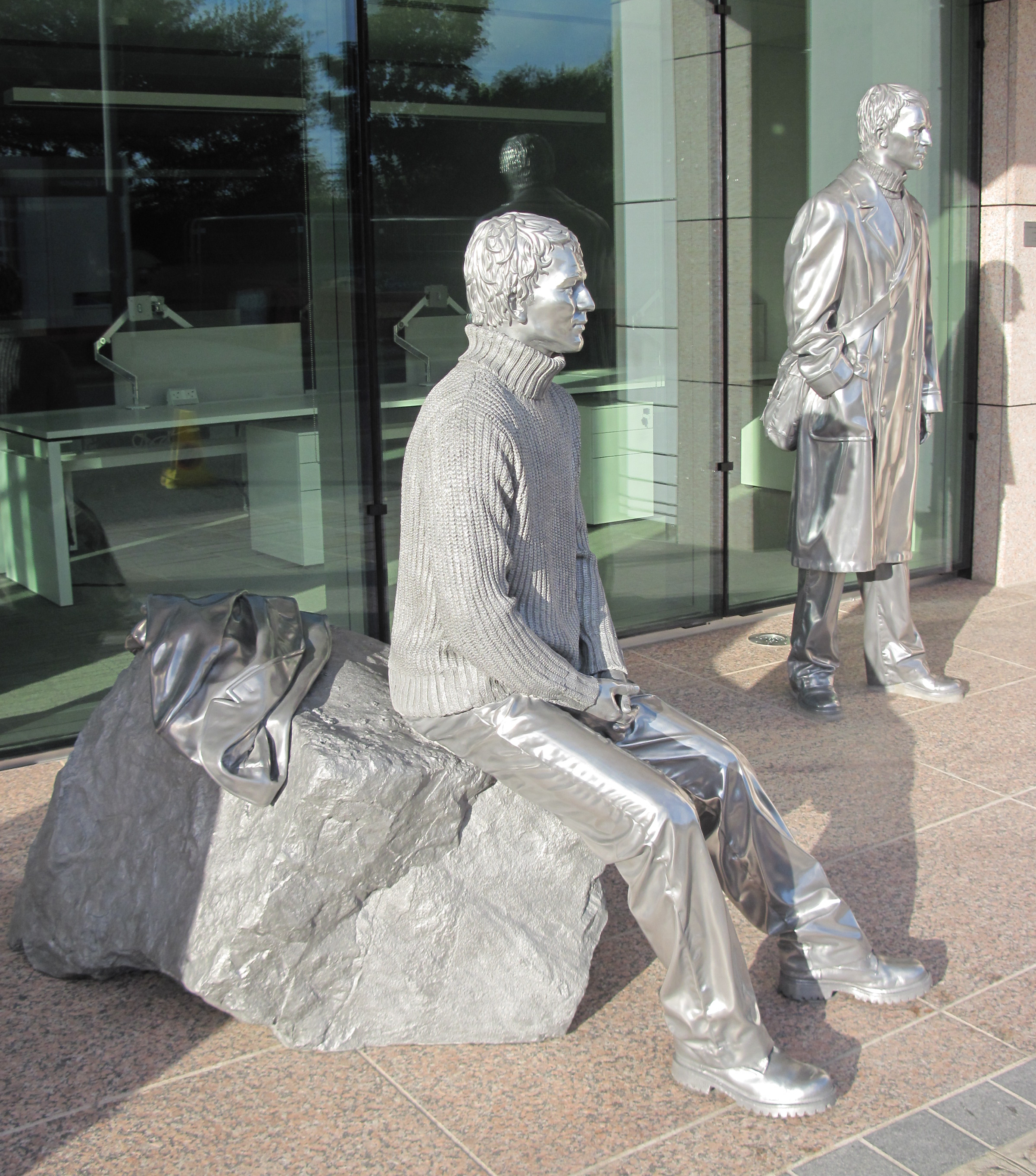
یک جفت مجسمه همزاد
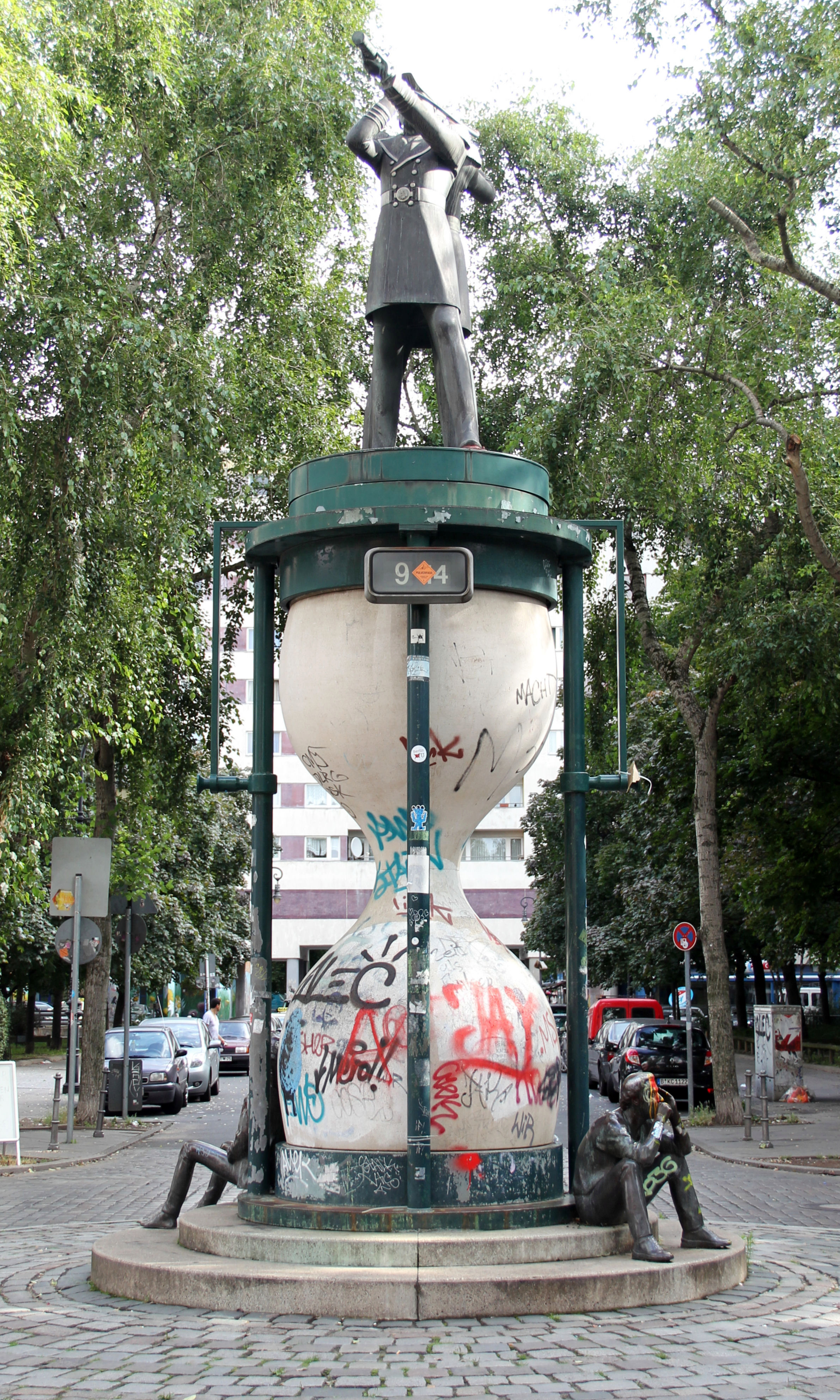
تندیس «همزاد دریاسالار» اثر لودمیلا سیفرید-ماتیکوا در ۱۹۸۵م واقع در خیابانی در برلین-کروزبرگ، آلمان که یک جفت همزاد دریاسالار را نشان می‌دهد.
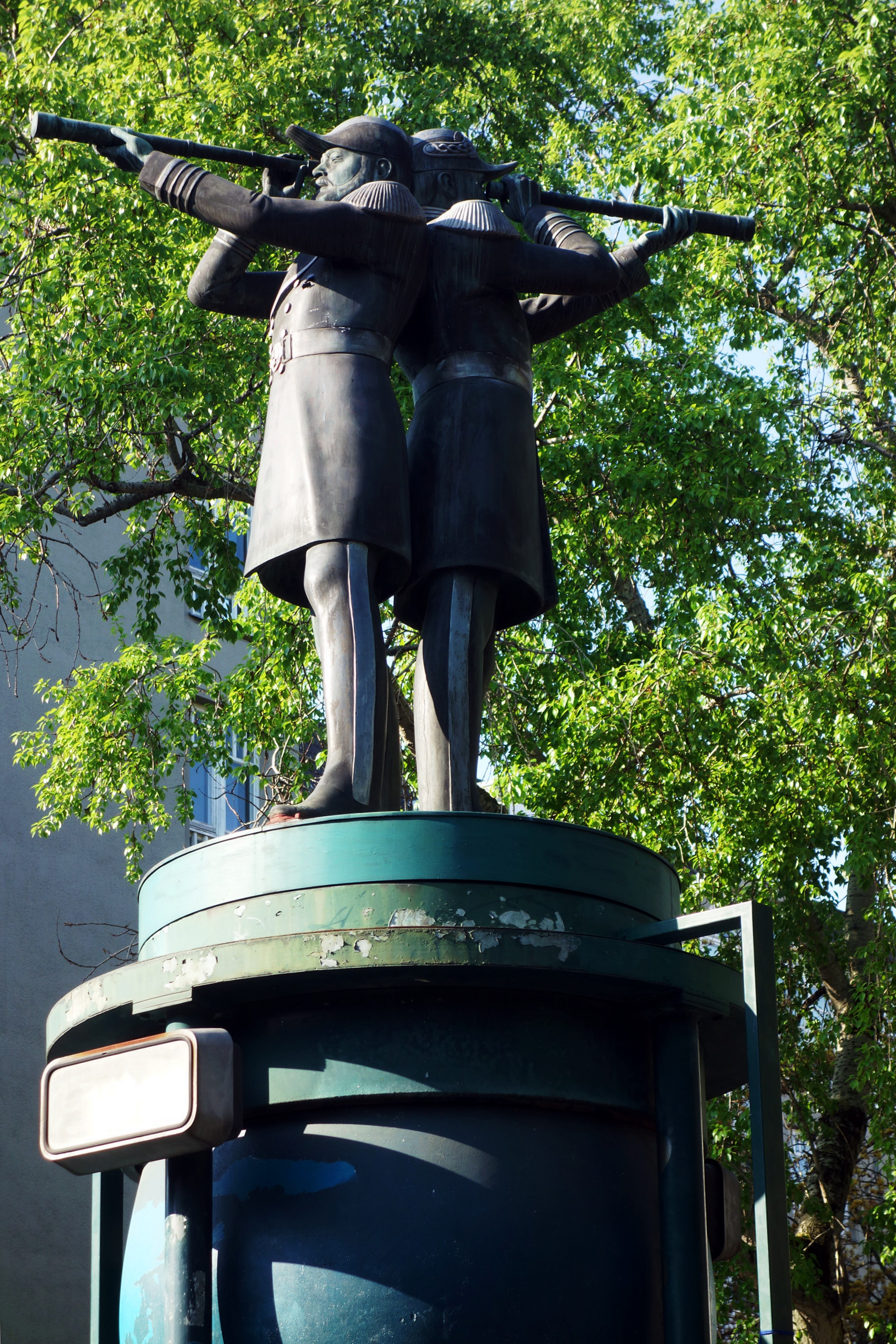
همان
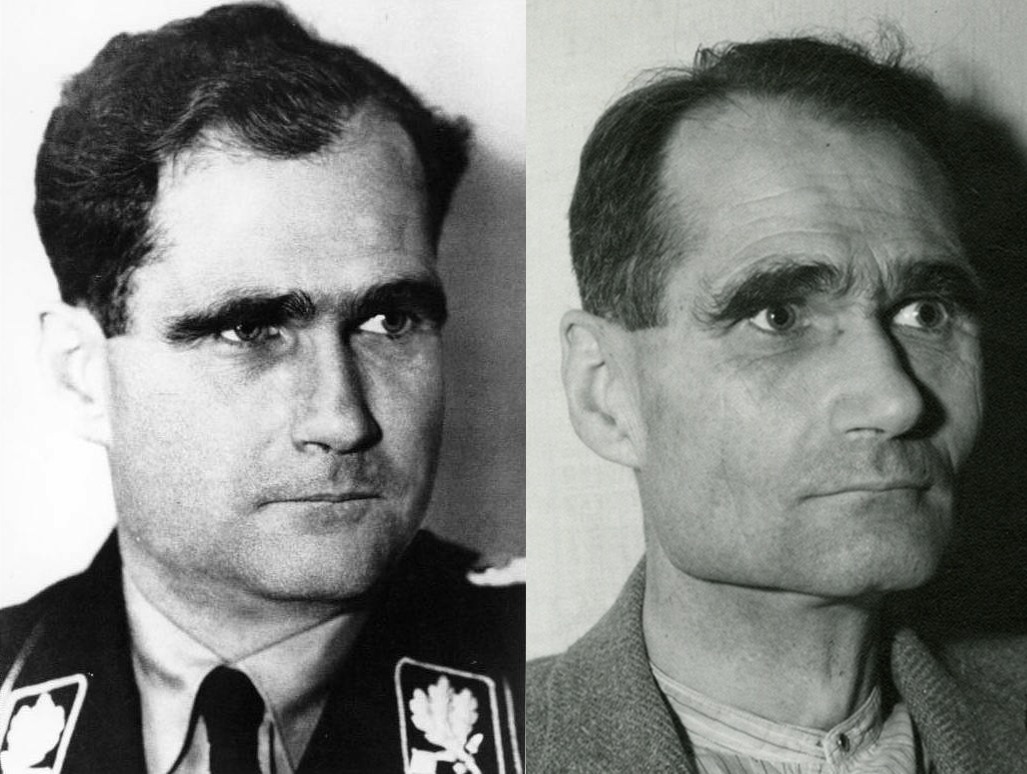
شایعاتی وجود دارد مبنی بر اینکه شخصی که در سال ۱۹۴۶ به عنوان رودلف هس زندانی شد در واقع همزاد او بوده است.
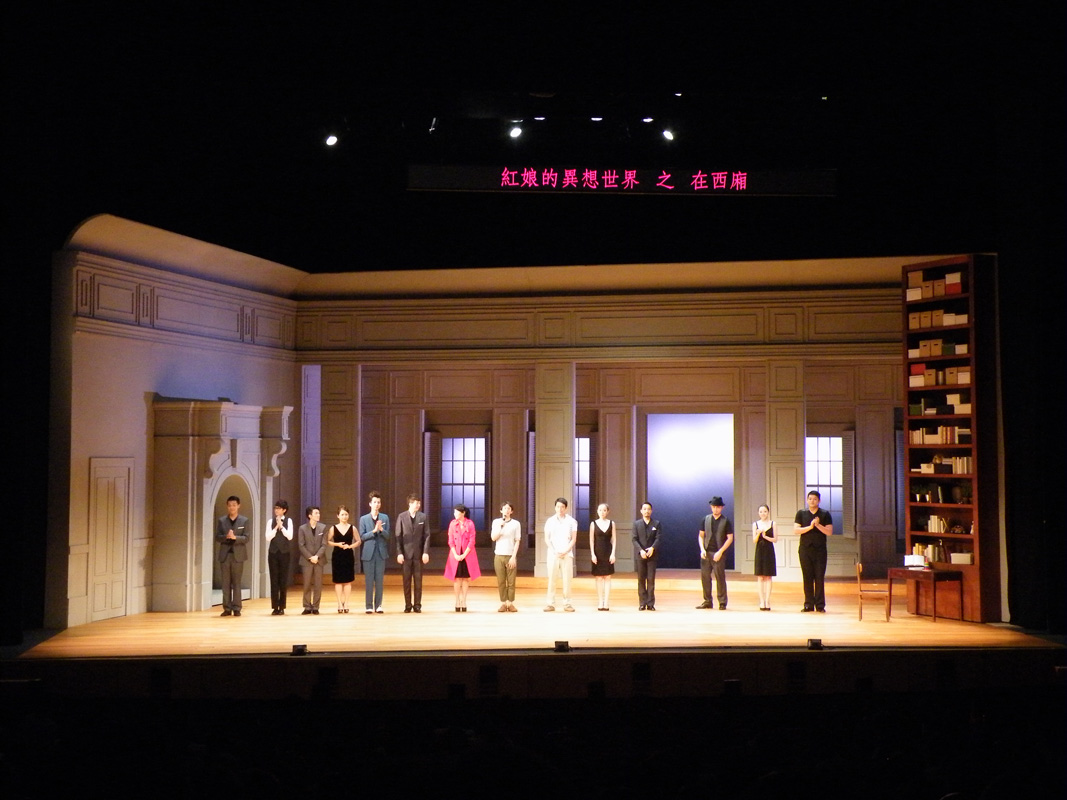
۷ جفت همزاد ظاهری به‌طور نامنظم در کنار هم قرار گرفته‌اند. آیا می‌توانید آنها را به درست تشخیص دهید؟
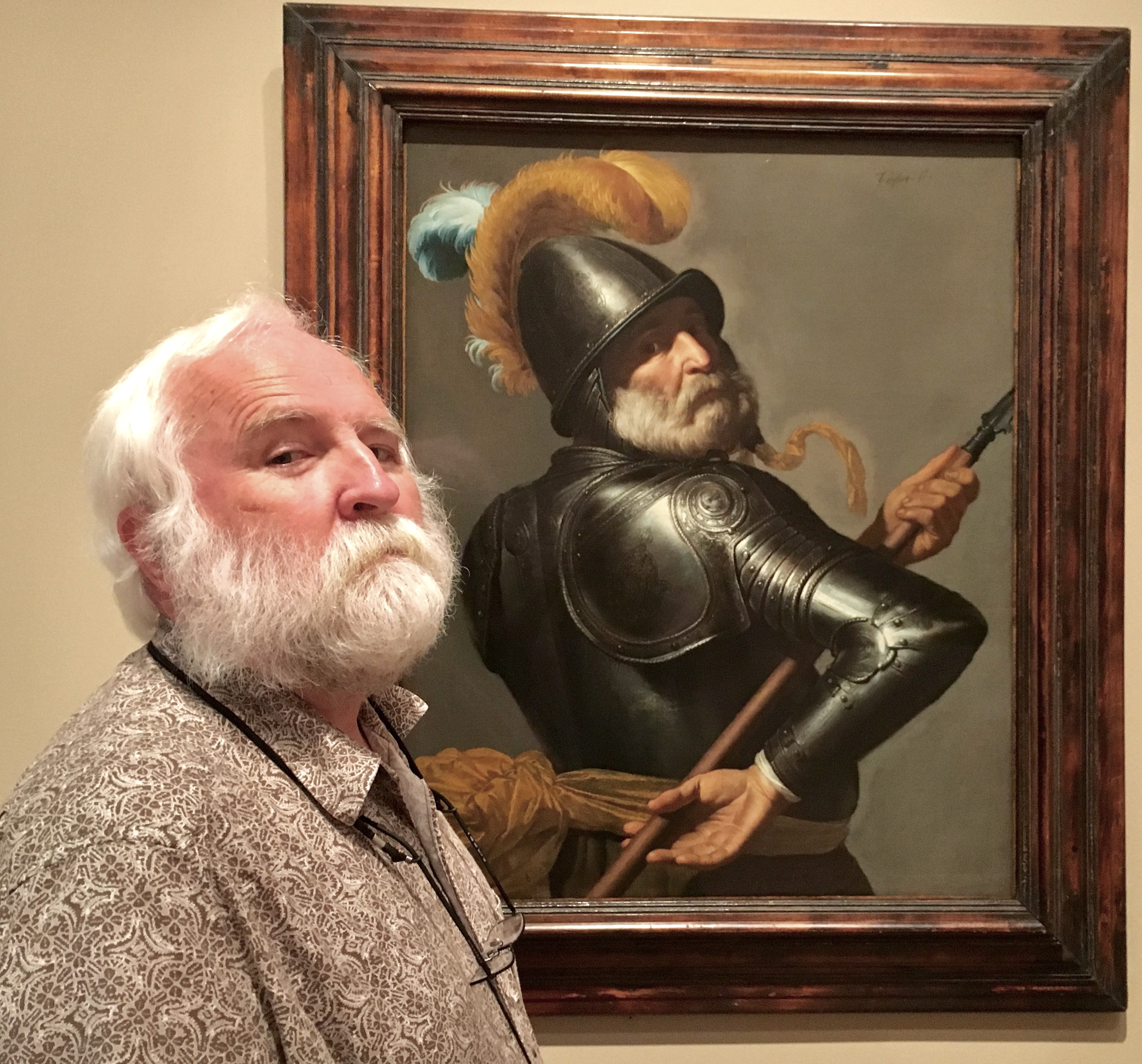
مورخ موسیقی راس دبلیو دافین، به‌طور اتفاقی همزاد خود را در موزه نورتون سایمون در پاسادینا، کالیفرنیا کشف کرد: نگاره‌ای از یک مرد زره‌پوش اثر یان ون بیجلرت در سال ۱۶۳۰م که شباهت چهره و اندامی عجیبی به او دارد.
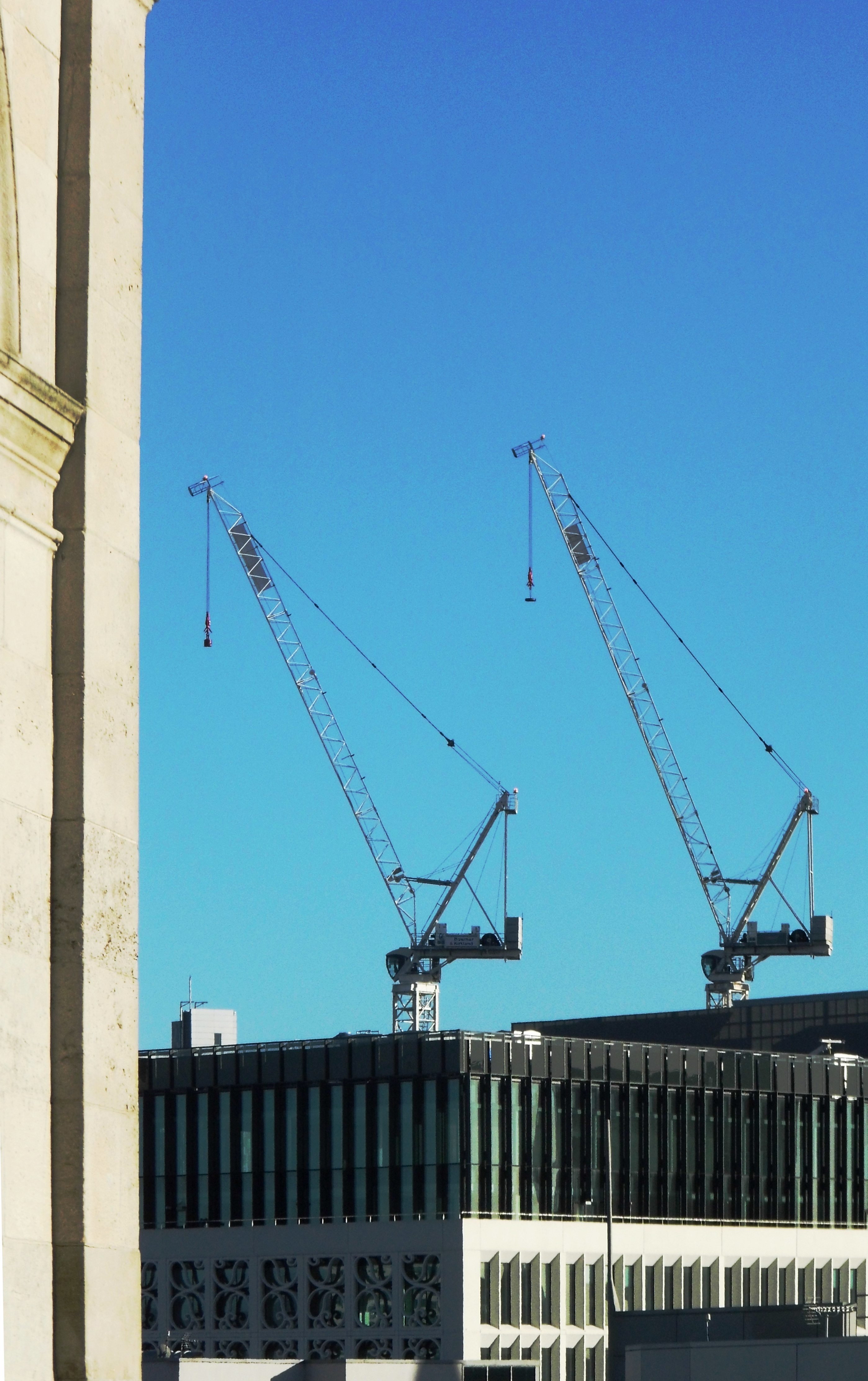
دو جرثقیل که به همزاد تشبیه شده‌اند.
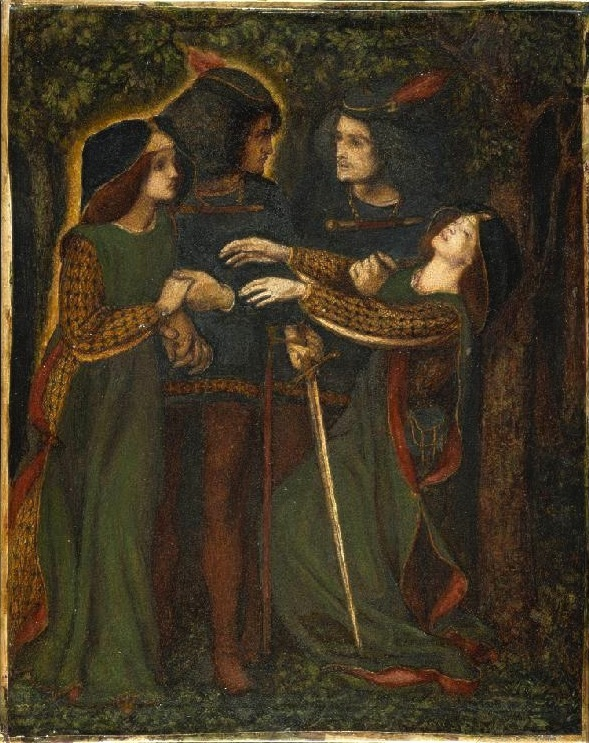
نگارهٔ «چگونه خودشان را ملاقات کردند» اثر دانته گابریل روزتی در سال ۱۸۶۴م که ملاقات دو همزاد را به تصویر می‌کشد.
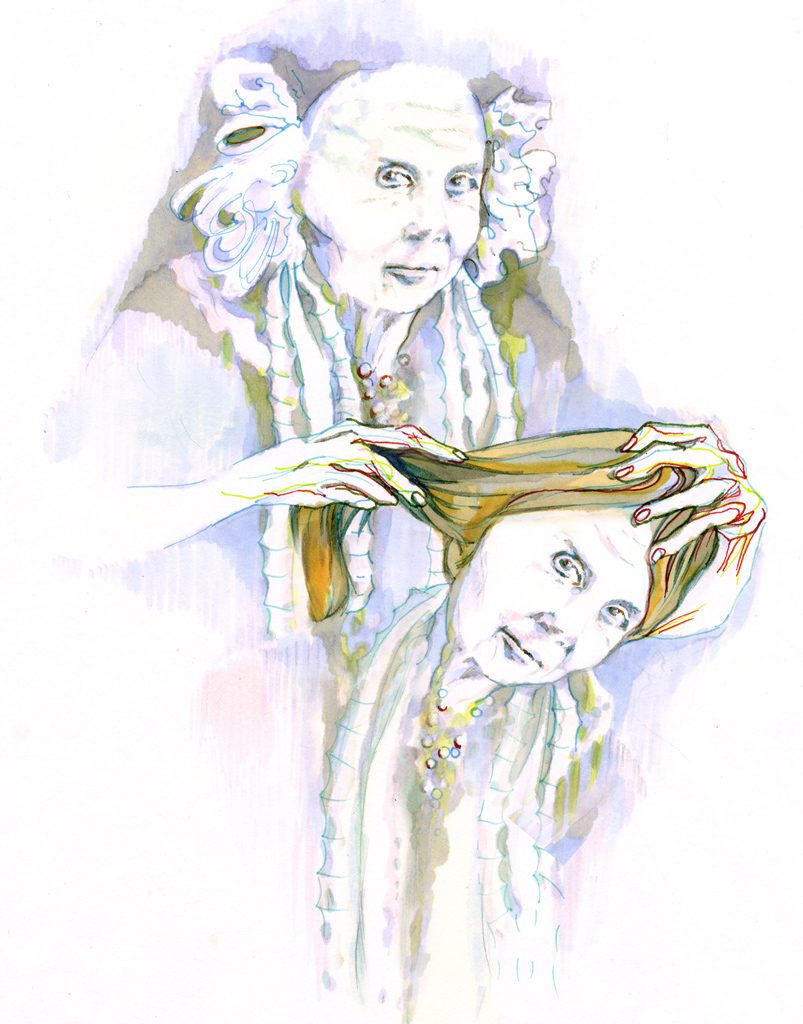
نگاره‌ای از یک جفت همزاد زن
تصویری از یک جفت همزاد مرد